# 星野リゾート 猫魔スキー場
星野リゾート 猫魔スキー場（ほしのりぞーと ねこまスキーじょう）は、福島県耶麻郡北塩原村にあるスキー場である。星野リゾート傘下の磐梯リゾート開発株式会社が運営している。

## 概要
小針暦二率いた旧福島交通グループ（小針グループ）の日本ロイヤルクラブ株式会社によって開発が進められ、同社と北塩原村の出資による第三セクター・株式会社裏磐梯高原開発公社が運営にあたる形態で1986年12月に開業した。
日本ロイヤルクラブは近隣の桧原湖畔に約300億円を投じてリゾートホテル「裏磐梯猫魔ホテル（現:裏磐梯レイクリゾート）」を1992年に、猪苗代湖寄りに会員制ゴルフ場「猪苗代ゴルフクラブ（現:猫魔ホテル猪苗代ゴルフコース）」を1998年に開業した。しかしバブル崩壊により不動産開発に傾倒した小針グループは福島交通を含め経営危機状態となり、2000年に日本ロイヤルクラブが会社更生法適用により倒産。これに伴い裏磐梯高原開発公社はコーシンクリエイト（郡山市の不動産会社）ら地場企業2社（内1社は2002年に特別清算し倒産）が出資する新体制となる。
2002年に小針グループのメインバンクであった石川銀行が破綻し、2003年に元親会社である日本ロイヤルクラブと裏磐梯高原開発公社の不良債権が整理回収機構（RCC）に債権譲渡されつつ営業を継続した。しかし収支改善が見込めないとして2008年6月3日にRCCが債権者として東京地裁へ会社更生法適用を申立て、同月28日に更生手続決定がなされ裏磐梯高原公社は負債総額約60億円を抱え名実ともに倒産した。
その後、星野リゾートがスポンサーとして名乗りを上げてスキー場施設を裏磐梯高原公社から3億7600万円で買収した。現在は同社グループでアルツ磐梯を運営する磐梯リゾート開発株式会社が運営している。
2008年シーズンよりアルツ磐梯との“連結プロジェクト”により共通1日券が登場し、両ゲレンデを結ぶシャトルバスが運行されるようになった。
関連施設であった「裏磐梯猫魔ホテル」は運営会社（日本ロイヤルクラブ子会社）の連鎖倒産により2001年4月をもって閉鎖され、2004年6月にリベレステが子会社のトータル情報センターを介して買収し、加森観光へ運営委託を行う形で長期休業から営業を再開した。その後、リベレステの自社運営とした後、2013年に運営を星野リゾートへ委託し、同年10月に「星野リゾート 裏磐梯ホテル」へリニューアルオープンした。
2015年1月30日にリベレステは「星野リゾート 裏磐梯ホテル」のホテル事業および固定資産を、東京都内のシティホテル「グランベルホテル」グループ他ホテル旅館事業を手がける不動産会社「株式会社フレンドステージ」に譲渡。星野リゾートによるホテルの運営は同年9月30日チェックイン分で終了し、翌10月1日からはカタログ通販事業を手がけるベルーナの関連会社「ネコマホテル株式会社」による運営となり、10月3日より「裏磐梯レイクリゾート」に名称変更して営業を開始した。
「猪苗代ゴルフコース」も2004年6月に日本ロイヤルクラブからトータル情報センターが買収し、「猫魔ホテル猪苗代ゴルフコース」に改称のうえ運営している。
2023年-2024年シーズンより、アルツ磐梯と連結するリフトが新設されたことにより「ネコマ マウンテン 北エリア」に名称が変更された。

## ゲレンデ

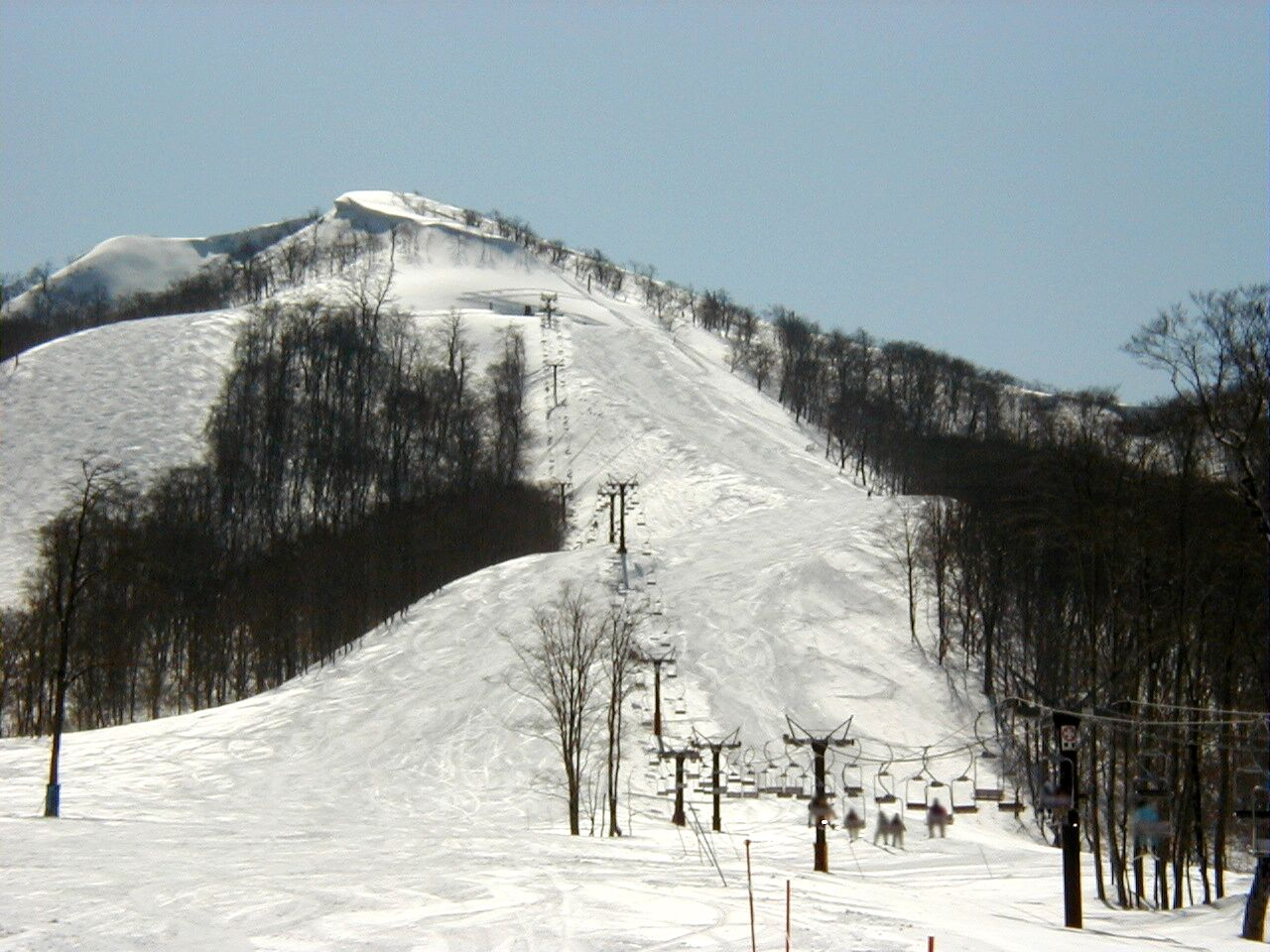
ディープ2外観

猫魔ヶ岳の北斜面にすり鉢状に広がっていることから、シーズンを通して雪質が良く、アイスバーンが少ない。晴天の日には、ラフューテインのトップから、桧原湖や飯豊連峰を望むことができる。

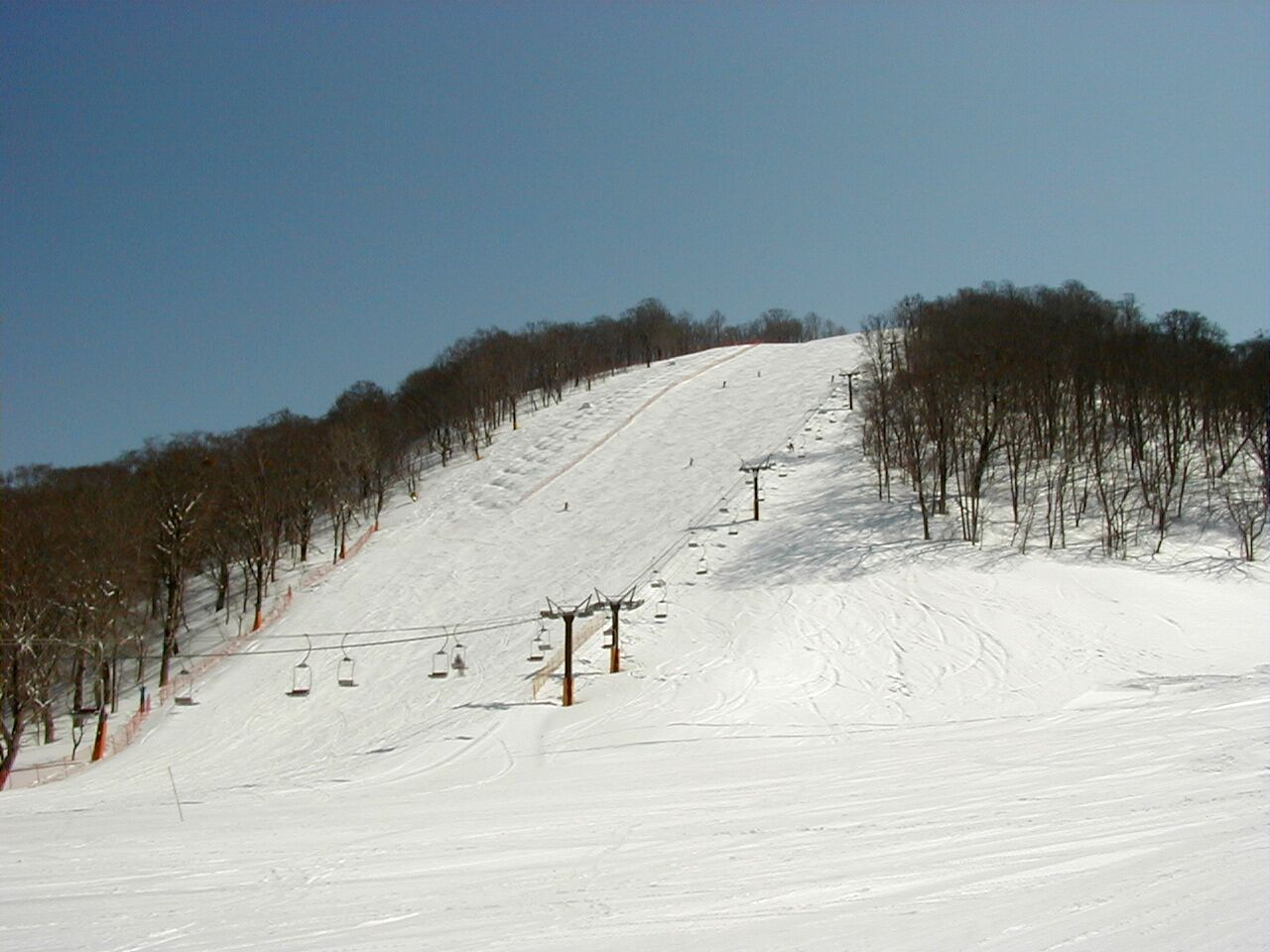
エキサイト1外観

- エキサイト1(旧ラフォーレセンター)

別名猫魔バーン。中盤から急斜面になる。通常圧雪であるが、降雪があると不整地または間延びしたコブになる。
- エキサイト2（旧ラフォーレイン）

アイスバーンになっている。大回転（回転）セットが土日と特定日にセッティングされている。
- ディープ1（旧ラフューテアウト）

パウダー貯金エリアであり、降雪後はミクロファインスノーを堪能できる。 未圧雪バーン。
- ディープ2（旧ラフューテイン）

降雪時にはコブ又は不整地になっている。滑走路が狭く、滑り出しが急であるが、中盤以降は快適な中斜面となる。
・フォレスト1（旧ダルジャンイン下部）　　
　旧雄国第2リフトの右方に広がる緩斜面。綺麗に圧雪されている。
- フォレスト2（旧アムールプロムナードイン）

旧雄国第2リフト降車後左方に拡がる手前の上級コース。未圧雪である。
- フォレスト3（旧アムールプロムナードアウト）

旧雄国第2リフト降車後左方に拡がる奥の初中級コース。圧雪されていることが多い。
- フレンドリーゲレンデ（旧ファミーユゲレンデ）

旧丸山第1クワッドエリアの初心者向けの広大なゲレンデである。
- フライイング1（旧ダルジャンイン上部）

左側に盛り上がるオフピステと右側に大きな弧を描くピステが共存するフリーライドバーン。終盤コブが多い。
- フライイング2（旧ダルジャンセンター上部）

最大斜度33度のすり鉢状の壁。センターハウスから見て左側のコブが深くなりやすい。
- 猫魔モンスターパーク（旧ダルジャンアウト）

序盤は中斜面。中盤からスロープスタイルパークに接続する。センターハウスから見上げて右側から上級、中級、初級と続く。
　東北有数の難易度と迫力がある。　
- デビル1（旧ダルジャンセンター下部）

降雪時にはパウダーも味わえる中緩斜面、後半にかけてやや間延びしている。大会に使用されることが多い。
・デビル2(旧ダルジャンモーグル)
　　短いが崖のような急斜面。シーズン序盤はパウダーゾーン。後半にかけて手ごわいモーグルバーンになる。
- デビル3(旧ダルジャンアウト)

猫魔モンスターパークと同じ

## 索道
ゲレンデに沿って効率的にリフトが配置されている。
| 名称                                                      | 定員 | 路線長 | 備考                       |
| --------------------------------------------------------- | ---- | ------ | -------------------------- |
| フライイングキャットトリプル（旧雄国第1Aトリプルリフト）  | 3名  | 1,001m | フード付き・廃止           |
| デビルキャットチェア（旧雄国第1Bロマンスリフト）          | 2名  | 676m   |                            |
| フォレストキャットチェア（旧雄国第2ロマンスリフト）       | 2名  | 676m   |                            |
| フレンドリーキャットエクスプレス(旧丸山第1クワッドリフト) | 4名  | 802m   | 架替・旧リフトはフード付き |
| エキサイトキャットチェア（旧丸山第2ロマンスリフト）       | 2名  | 692m   |                            |
| フレンドリーキャットチェア（旧丸山第3ロマンスリフト）     | 2名  | 355m   |                            |
| ディープキャットチェア（旧猫魔第1ロマンスリフト）         | 2名  | 861m   |                            |
| 子どもリフト                                              | 2名  | 99m    | 廃止                       |

## 交通アクセス
- 磐越自動車道・猪苗代磐梯高原ICから約40分。
- JR各線・郡山駅から福島交通の季節限定・予約制バスを運行開始（2017年12月23日より[7]）